# Allophyllum nemophilophyllum
Allophyllum nemophilophyllum är en blågullsväxtart som beskrevs av J. M. Porter och L. A. Johnson. Allophyllum nemophilophyllum ingår i släktet Allophyllum och familjen blågullsväxter. Inga underarter finns listade i Catalogue of Life.